# Qatar Insurance Company
Qatar Insurance Company — катарская страховая компания, крупнейшая в регионе Персидского залива. Участник страхового рынка Lloyd’s of London через Antares Syndicate 1274. Специализация — имущественное страхование, также занимается другими видами страхования и перестрахованием. Около 90 % выручки приносит деятельность вне Катара (страны Персидского залива, Великобритания, офшорные центры). Основана в 1964 году.

## История
Страховая компания Катара была основана 11 марта 1964 года и стала первой страховой компанией страны. В июне 2014 года купила британскую страховую группу Antares Holdings.

## Деятельность
Страховые премии за 2020 год составили 12,2 млрд катарских риалов (8,15 млрд с учётом расходов на перестрахование), страховые выплаты — 8,13 млрд риалов; инвестиционный доход составил 1,29 млрд риалов. Активы на конец года составили 42,6 млрд риалов, из них 16,6 млрд пришлось на инвестиции, 8,2 млрд — на наличные и краткосрочные депозиты.
Основные подразделения на 2020 год:
- Морское и авиационное страхование — страховые премии 974 млн риалов, чистая прибыль 185 млн.
- Имущественное страхование — страховые премии 10,7 млрд риалов, чистый убыток 826 млн риалов.
- Медицинское страхование и страхование жизни — страховые премии 479 млн риалов, чистая прибыль 142 млн риалов.
- Недвижимость — чистая прибыль 8,5 млн риалов.
- Консультации — чистый убыток 17 млн риалов.
- Инвестиции — чистая прибыль 1,3 млрд риалов.

## Дочерние компании
Основные дочерние структуры и миноритарные доли на 2020 год:
- QIC Capital L.L.C. (Катар)
- QIC Group Services (Катар)
- Oman Qatar Insurance Company S.A.O.G. (Оман, 58,82 %)
- Kuwait Qatar Insurance Company K.S.C.C. (Кувейт, 82,04 %)
- Qatar Reinsurance Company Limited (Бермудские острова)
- QIC Global Services (Doha) LLC (Катар)
- Qatar Re Underwriting Limited (Великобритания)
- Q Life & Medical Insurance Company LLC (Катар, 25 %)
- Epicure Investment Management LLC (Катар)
- QIC Global Holdings Limited (Великобритания)
- Antares Underwriting Limited (Великобритания)
- Antares Managing Agency Limited (Великобритания)
- Antares Underwriting Asia Pte. Limited (Сингапур)
- QIC Global Services Limited (Великобритания)
- QIC Global Services (Bermuda) Limited (Бермудские острова)
- QIC Global Services (Zurich) AG (Швейцария)
- Antares Capital I Limited (Великобритания)
- QIC Europe Limited (Мальта)
- Qatar Insurance Company Real Estate W.L.L. (Катар)
- QEA Consulting W.L.L. (Катар)
- Qatar Insurance Group W.L.L. (Катар)
- QIC Asset Management Ltd (Острова Кайман)
- Education Company 2 Ltd. (Острова Кайман)
- Epicure Managers Qatar Ltd. (Британские Виргинские острова)
- Taleem Advisory Ltd. (Острова Кайман)
- Arneb Real Estate Limited (Джерси)
- Synergy Frimley Limited (Джерси)
- Synergy Bristol Limited (Джерси)
- QLM Life & Medical Insurance Company Q.P.S.C. (Катар, 25 %)
- Markerstudy Insurance Co. Ltd. (Гибралтар)
- Zenith Insurance Plc (Гибралтар)
- Ultimate (Гибралтар)
- St Julians Insurance Co. Ltd (Гибралтар)
- Mayflower Limited (Гибралтар)
- North Town Management Limited (Гибралтар)
- QIC (Cayman) Limited (Острова Кайман)
- Anoud Technologies LLC (Катар)